# Mieczysław Koziński
Mieczysław Koziński (ur. 10 czerwca 1954, zm. 6 stycznia 2023) – polski specjalista w zakresie bezpieczeństwa państwa, dr hab., pułkownik WP.

## Życiorys
W 1977 ukończył Wyższą Szkoły Oficerskiej Wojsk Pancernych w Poznaniu. Po ukończeniu szkoły dowodził plutonem oraz kompanią czołgów pływających w 34 Budziszyńskim pułku desantowym. W latach 1983–1986 kontynuował naukę w Akademii Sztabu Generalnego w Warszawie. Następnie był szefem sztabu 35 Gdańskiego pułku desantowego. Od 1988 był dowódcą 60 pułku czołgów średnich w Elblągu, od 1989 był dowódcą 34 pułku desantowego, a po reorganizacji 34 batalionu obrony wybrzeża 8 Dywizji Obrony Wybrzeża.
W latach 1993–1994 pełnił obowiązki dowódcy 16 pułku czołgów średnich w Słupsku. W 1994  został wyznaczony na dowódcę 7 Pomorskiej Brygady Zmechanizowanej. Później był także zastępcą szefa Wojewódzkiego Sztabu Wojskowego ds. Obrony Terytorialnej w Gdańsku oraz zastępcą szefa Oddziału Szkolenia Bojowego Warszawskiego Okręgu Wojskowego.
W 2002 uzyskał doktorat na Wydziale Strategiczno-Obronnym Akademii Obrony Narodowej na podstawie rozprawy pt. Użycie wojsk obrony terytorialnej we współdziałaniu z siłami układu pozamilitarnego w działaniach humanitarnych. W 2006 uzyskał habilitację  w dziedzinie nauk społecznych w dyscyplinie: nauki o bezpieczeństwie na Wydziale Humanistycznym Uniwersytetu Przyrodniczo-Humanistycznwgo w Siedlcach na podstawie rozprawy pt. Cyberprzestrzeń – poszukiwania bezpieczeństwa w obliczu współczesnych zagrożeń.
Jako wykładowca akademicki związany był między innymi z Wydziałem Ekonomicznym w Szczecinie Wyższej Szkoły Bankowej w Poznaniu, gdzie nauczał przedmiotów związanych z bezpieczeństwem w biznesie i administracji. Był profesorem nadzwyczajnym Akademii Pomorskiej w Słupsku, w latach 2014–2018 będąc pracownikiem Instytutu Bezpieczeństwa i Zarządzania.

## Wybrana bibliografia autorska
- Bezpieczeństwo imprez masowych w Gdańsku na podstawie przygotowań do EURO 2012 (Fundacja Pro Pomerania, Gdańsk, 2010; ISBN:9788393335305)
- Bezpieczeństwo w Unii Europejskiej: zdrowie publiczne i świadczenia (Fundacja Pro Pomerania, Gdańsk, 2011; ISBN:9788393335329)
- Globalizacja a terytorium narodowe (Fundacja Pro Pomerania, Gdańsk, 2008; ISBN:8392039033)